# 388 aC
El 388 aC va ser un any del calendari romà prejulià. Durant la República Romana i l'Imperi, era conegut com a any del tribunat de Capitolí, Fidenat, Jul, Corvus, Triciptí i Rufus (o, més rarament, any 366 ab urbe condita o de la fundació de Roma). L'ús del nom «388 aC» per referir-se a aquest any es remunta a l'alta edat mitjana, quan el sistema Anno Domini va ser el mètode de numeració dels anys més comú a Europa.

## Esdeveniments

### Grècia
- Guerra entre Esparta i Argos[2]
- Càbries, general atenenc, mentre fa camí cap a Xipre per ajudar a Evàgores I contra els perses, desembarca a Egina i en una emboscada obté una gran victòria sobre els espartans que van perdre al seu comandant Gòrgopes en l'enfrontament. Atenes va quedar per un temps lliure de l'amenaça espartana.[3]
- Plató, que portava deu anys vivint a la cort de Dionisi el Vell, tirà de Siracusa, retorna a Atenes, on l'any següent (387 aC) fundarà l'Acadèmia.[4][5]
- Anníceris, un filòsof de l'escola cirenaica, va rescatar Plató de l'esclavitud a que l'havia sotmès Dionisi el Vell, comprant la seva llibertat per vint mines.[6][7]
- Aristòfanes presenta la seva obra Plutus.[8]
- Eunom d'Atenes, almirall durant la Guerra de Corint, va ser enviat amb el comandament de 13 naus contra l'esparta Gòrgopes, vicealmirall de Hierax i dels eginetes.[9]

### Antiga Roma
- Aquest any s'elegeixen a Roma sis tribuns amb potestat consular: Tit Quinti Cincinnat Capitolí, Quint Servili Fidenat, Luci Juli Jul, Luci Aquil·li Corvus, Luci Lucreci Flavus Triciptí i Servi Sulpici Rufus.[10]
- Els tribuns van dirigir l'exèrcit romà en diverses incursions als territoris dels eqües i els que depenien de Tarquínia. Van ocupar Cortuosa i Contenebra després d'una dura batalla i van saquejar les dues ciutats.[11]
- Mentrestant, a Roma, els tribuns de la plebs discuteixen sobre com s'han de distribuir les Llacunes Pontines, arrabassades als volscs l'any anterior.[12]

## Necrològiques
- Anaxibi, navarc i harmost espartà, quan anava a Abidos a substituir Dercil·lides, va ser interceptat per Ifícrates el Vell, general atenès, a la vora d'Antandros, ciutat que s'havia passat a Atenes. Anaxibi hi va arribar sobtadament però va veure l'emboscada atenesa i veient segura la seva pròpia derrota, va sacrificar la seva vida lluitant junt amb un petit grup per donar temps als seus companys a fugir, fins que va morir a la lluita.[13]
- Trasibul d'Atenes, militar atenenc, havia anat a Lesbos i va reduir Metimna i alguna altra ciutat. Va embarcar al sud i va ancorar al riu Eurimedon, prop d'Aspendos. A la nit els habitants d'aquesta ciutat van atacar el seu campament per sorpresa i el van matar a la seva tenda, segons Diodor de Sicília.[14]